# Alexipharmaque
Les alexipharmaques sont des antidotes présumés efficaces contre la peste par le passé.
Dans l'encyclopédie d'Alembert :

« Mais où est le véritable alexipharmaque ? il est encore inconnu et caché, ou plutôt enveloppé de profondes ténèbres ; il y a cependant beaucoup de remèdes, tant simples que composés, qui portent ce nom :
Les remèdes simples sont, les racines d'angélique, d'aunée, d'impératoire, de carline, de contrayerva, de viperine, de saxifrage, de dompte-venin, de zédoaire ; les écorces et les bois, la cannelle, le cassia lignea, le santal, le bois de baume, le bois d'aloès ; les feuilles de buis, de scordium, de dictame de Crète, de mélisse, de chardon béni, de mille-feuilles ; les fleurs de souci, de roses, de romarin, de millepertuis. Les fruits ; les citrons, les oranges, les limons, les figues, les noix, les baies de genièvre, les cubebes, le cardamome, le clou de girofle, la noix muscade, le macis, les sucs et les gommes ; le camphre, la myrrhe, le styrax, le baume de Judée ; les parties des animaux, les chairs de vipère, l'ivoire, les cornes de licorne, de rhinocéros et de cerf ; les sels volatils, leur fiel ; les fragments précieux ; les perles, la pierre de bézoard, la pierre de porc-épic ; les terres ; le bol d'Arménie, la terre sigillée, le soufre blanc et l'antimoine.
Les remèdes internes composés sont : la thériaque d'Andromaque, la thériaque céleste, le mithridate de Damocrate, le diascordium de Fracastor, les confections d'alkermès & d'hyacinthe, l'orviétan, les eaux thériacales, le vinaigre thériacal, les teintures et les elixirs alexipharmaques.
Il y en a mille autres auxquels on a donné des noms pompeux ; mais on sait par plusieurs raisons et par une infinité d'observations, que tous ces remèdes au lieu de faire du bien, trompent ceux qui s'y fient, nuisent souvent, et prêtent de nouvelles forces au venin pestilentiel »

— Encyclopédie ou Dictionnaire raisonné des sciences, des arts et des métiers.